# 地球勇士ベクターマン
『地球勇士ベクターマン』(韓国語：지구용사 벡터맨)は、大韓民国で製作された特撮テレビドラマである。1998年から1999年にかけてテレビで第1期が放送された後、1999年に劇場版「地球勇士ベクターマン-サタン帝国の大逆襲」が公開され、同年テレビで第2期が放送された。

## ストーリー
全宇宙の征服をもくろむサタン帝国が地球を侵略する。3000年前サタン帝国に滅ぼされた惑星ビーナスの勇士のDNAを受け継ぐ3人の若者がパワーオン装置を使ってベクターマンに変身して地球の平和を守るために戦う。

## 登場人物

### ベクターマンとその仲間たち
ベクターマンの「ベクター」はベクトルに由来する。なお、ベクターマンは韓国語の発音では「ベクトメン」である。
カン・ジンホ
演： キム・ドンギュ （声：カン・スジン）
- ベクターマンのリーダーで、テコンドーの名手。赤いスーツのベクターマン・タイガーに変身する。必殺技はタイガー火炎波。

チョ・ビホァン
演 ： 1期：キ・テヨン （声：チェ・ウォニョン）、劇場版・2期：キム・スンス （声：チェ・ウォニョン）
- ボクシングのチャンピオン。緑色のスーツのベクターマン・イーグルに変身する。必殺技はイーグル雷光波。女性に甘く、第6話ではこの弱点が敵に利用される。

シン・デウン
演 ： 1期全話・2期は第1話のみ：キム・ヒョク （声：ク・ジャヒョン）、劇場版・2期全話：ハム・ジェヒ （声：オ・インソン）
- 柔道のチャンピオン。黒いスーツのベクターマン・ベアーに変身する。必殺技は重力波のベアー円形波。ポウと言い争うことが多いが、仲はいい。

チョン・ダナ
演 ： チョン・ジェヨン （声：ハム・スジョン）
- ベクターマン唯一の女性。茶色のスーツのベクターマン・バージニアに変身する。ただし、変身後もヘルメットは着用していない。超生命エネルギーを発することができる。必殺技はバージニア・スファニー波。劇場版と2期に登場。

レディア
演 ： カン・ヤンファ （声：ハム・スジョン）
- 惑星ビーナスの王女。テレパシーその他の超能力が使えるが、超能力を使うと激しく体力を消耗する場合がある。これが度重なり、遂に命を失い、劇場版では故人となっている。

ポウ
声：ソン・ドキ
- 頭が丸い小さなロボット。ベクターマンの戦いをサポートする。「ピッピリーポー」が口癖。

レオン12世
演 ：
- 惑星ビーナスの王。ホログラムでベクターマンに助言を与える。1期のみ登場。

ヨンウン
演　：　ア・ヨク / チョ・ジュンフィ
- ベクターマンの基地内で遊んでいる少年。「ヨンウン」は韓国語で英雄という意味。劇場版と2期に登場。

ユン·ジヘ
演 ： ムン・ジヨン
- カン・ジンホのガールフレンド。サタン帝国に拉致された父ユン·ジョンソク博士を救うため、一時的にベクターマン・エンジェルとして戦う。第1期第10話だけに登場。

### サタン帝国
メドゥーサ
演 ： 1期：オ・ユナ （声：イ・ソン）、劇場版・2期：パク·ミギョン　（声：イ・ソン）、
- サタン帝国の王女であり、地球征服計画の総司令官。通常は月の裏側にある宇宙船の中から指令を出す。

ケロ
演 ： 1期：ユ・ヒョンチョル （声：アン・ジャンヒョク）
- メドゥーサの側近。いつもメドゥーサのそばにいて、メドゥーサの言った言葉を繰り返す。劇場版からその姿が小型ロボットに変わる。

コブラ
声：チャン・スンギル
- 地球にある帝国の前進基地で地球侵略作戦を直接指揮する。1期のみ登場。

デビラ
声：カン·スジン
- コブラの副官。女っぽいしゃべり方をする。1期のみ登場。

パグ
声：オ・インソン
- コブラの後任の指揮官。劇場版と2期に登場。

ヒドラ
声：ソ・グァンジェ
- パグの副官。劇場版と2期に登場。

ラディア
演 ： オム・ジウォン （声：ハム・スジョン）
- 女性幹部だが、レディアとの意外な関係が後に判明する。劇場版と2期に登場。

## ベクターマンのロボット

### ジャイアントロボ
ジャイアントロボはベクターマンの3人が操縦する専用の巨大ロボットである。正確な名称はジャイアントロボット。本来は惑星ビーナスがサタン帝国に滅ぼされた際にレディア王女とポウが地球に逃げる際に乗った船であり、ポウが巨大ロボットに改造したものだ。 
ベクターマン3人の「ベクターマンジャイアント発進！」という掛け声とともに登場し、同時に巨大ロボットへの変形を完了する。上半身部位の胸板コックピットでパイロットのベクターマンが1人だけ操縦して一心同体となって戦う。操縦にはマン・マシン対応システムが採用されており、パイロットの動きがそのままロボットの動きになる。パイロットに応じてタイガー、イーグル、ベアーという3つのモードがあり、ジャイアントロボの顔と腹部のマーク、武装と必殺技が変わる。ただし、戦闘中パイロット以外の残りの2人は何もできない。
第1期では主力メカとして最終決戦まで活躍したが、第2期では巨大モンスターの無差別攻撃により破壊されてしまう。
タイガーモード ：ベクターマンタイガーがメインに搭乗した際に操縦する基本的なモード。ジャイアントロボの基本的な形で武器に剣と盾を主に使用し、ジャイアントロボの顔とマークがタイガー専用のマークに変わる。必殺技は胸か剣から発射するタイガー火炎波。
イーグルモード ：ベクターマンイーグルがメインに搭乗した際に操縦する飛行やスピードに優れたモード。ロボットの顔とマークがイーグル専用のマークに変わる。ゴーグルを使っており、必殺技は胸から出るイーグル雷光波。
ベアーモード ：ベクターマンベアーがメインに搭乗した際に操縦する近接戦闘とパワーに優れたモード。武器はベアーキャノン。ロボットの顔とマークがベアー専用のマークに変わる。顔にはマスクがかけられる。必殺技は胸から出るベアー円形波。

### スーパージャイアントロボット
スーパージャイアントロボットは巨大モンスターの無差別攻撃により破壊されたジャイアントロボがベクターマンバージニアの生命エネルギーとポウの努力によりパワーアップした姿。肩や腕、太もも部分が改造されている。ジャイアントロボと違い、「ベクターマンスーパージャイアント発進！」と召喚されると最初からロボットの形で出てくる。
ジャイアントロボのマン・マシン対応システムは廃止され、ベクターマン3人が変身を解きコックピットに座り操縦桿を動かして操縦しなければならない。
武器は剣と盾を使用し、肩からミサイルを発射する。必殺技はベクターマン3人の力を1つに合わせ、天と地の力を使用した気功波を発射するジャイアント太極波。

### グレートジャイアントウイングロボット
グレートジャイアントウイングロボット は第2期中盤にスーパージャイアントロボットとベクターマン・バージニアが操縦する飛行機のグレートウイングが合体した最強形態。グレートウイングと合体することで空を自由に飛ぶことができ、操縦席にベクターマン・バージニアが加わる。
武器は槍形のジャイアントパワーブレード。そのほかに剣と盾も使用する。必殺技は、バージニアまで合わせたベクターマン4人の力と天と地の力を使用するスーパージャイアント太極波、および、ベクターマン4人の力を全てパワーブレードに集中させて気功波を発射するパワーブレードサンダービーム。

## 音楽
オープニングテーマ
- " 地球勇士ベクターマン "
  - 作詞:キム・ジュヒ / 作曲:パン・ヨンソク / 歌:Faith

エンディングテーマ
- " ベクターマンを覚えて "
  - 作詞:キム・ジュヒ / 作曲:パン・ヨンソク / 歌:Faith

## 放送日程
1期
| 放送日          | 話数 | サブタイトル                 | 登場怪人                                                                               |
| --------------- | ---- | ---------------------------- | -------------------------------------------------------------------------------------- |
| 1998年 10月30日 | 1    | ベクターマンの伝説           | タランチュラ                                                                           |
| 11月06日        | 2    | サタン洞窟を探せ！           | モンスタードラゴン                                                                     |
| 11月13日        | 3    | 目覚めるレディア王女         | 鋼鉄アリ                                                                               |
| 11月20日        | 4    | 巨大怪物キングカマキリ       | カマキリモンスター キングカマキリ                                                      |
| 11月27日        | 5    | 出動！ジャイアントロボ       | キングカマキリ                                                                         |
| 12月04日        | 6    | イーグルの裏切り             | 毒トンボ                                                                               |
| 12月11日        | 7    | 恐怖の音怪物                 | モンスタービートル                                                                     |
| 12月18日        | 8    | 偽レディア王女               | スコルピオ                                                                             |
| 12月25日        | 9    | パパはチャンピオン           | カミキリムシモンスター                                                                 |
| 1999年 1月01日  | 10   | ベクターマン天使(エンジェル) | 毒ハチ                                                                                 |
| 1月08日         | 11   | その目を見るな!!             | クワガタモンスター                                                                     |
| 1月15日         | 12   | コブラ大将の叛逆             | コルグ オオクモ                                                                        |
| 1月22日         | 13   | サタン帝国の最期             | キングコブラ バッファローモンスター コウモリモンスター ナマズモンスター カニモンスター |

2期
| 放送日         | 話数 | サブタイトル                              | 登場怪人                                               |
| -------------- | ---- | ----------------------------------------- | ------------------------------------------------------ |
| 1999年 8月27日 | 1    | ベクターマン 新たな誕生～宇宙の双子伝説～ | ゴリラモンスター                                       |
| 9月03日        | 2    | さらば！ベクターマンジャイアント          | ゴリラモンスター                                       |
| 9月10日        | 3    | 出動！スーパージャイアント                | デンキナマズモンスター                                 |
| 9月17日        | 4    | 人間モンスターの秘密                      | バッファローモンスター                                 |
| 9月24日        | 5    | ミイラの復活                              | ミイラモンスター                                       |
| 10月01日       | 6    | サイバー怪物大騒動                        | ムカデモンスター                                       |
| 10月08日       | 7    | メドゥーサvs白雪姫                        | キルフラワー                                           |
| 10月15日       | 8    | パワーオン装置はどこへ…                   | コウモリモンスター                                     |
| 10月22日       | 9    | サタンの誘惑                              | カメレオンモンスター                                   |
| 10月29日       | 10   | ベクターマンの基地はどこへ…               | サイモンスター                                         |
| 11月05日       | 11   | にせベクターマン                          | ラディアモンスター（鳥モンスター）                     |
| 11月12日       | 12   | メドゥーサの最期（前編）                  | モンスタードラゴン                                     |
| 11月19日       | 13   | メドゥーサの最期（後編）                  | モンスタードラゴン ヒドラモンスター クワガタモンスター |

## 劇場版
地球勇士ベクターマン-サタン帝国の大逆襲(韓国語：지구용사 벡터맨 W - 사탄제국의 대역습)（1999年7月20日公開）
脚本：シム・ギョチャン　監督：チェ・ソンドク
登場怪人：カブトムシモンスター、ゴリラモンスター、ムカデモンスター、ジンヒモンスター（女王様モンスター）
内容は第2期のプレミア版というべきものだが、本来第2期の終盤で明かされるべきラディアの正体がすでに明らかになっている。